# 레우코크립토스속
레우코크립토스속(Leucocryptos)은 단세포 진핵생물 속의 일종이다. 단일종 또는 2종을 포함하고 있다.

## 종
- 레우코크립토스 마리나(Leucocryptos marina)
- 레우코크립토스 레미게라(Leucocryptos remigera) - 카타블레파리스 레미게라(Kathablepharis remigera)로 이동[1])